# یانگ شانگکون
یانگ شانگکون (به چینی: 杨尚昆) (زاده ۳ اوت ۱۹۰۷ – درگذشته ۱۴ سپتامبر ۱۹۹۸)، سیاست‌مدار چینی بود. او از ۹ آوریل ۱۹۸۸ تا ۲۷ مارس ۱۹۹۳ رئیس‌جمهور این کشور بود. یانگ شانگکون در ۱۴ سپتامبر ۱۹۹۸، در سن ۹۱ سالگی درگذشت.